# Dubd'sco Vol.1
Dubd'sco Vol.1 è un album di Bunny Wailer, pubblicato dalla Solomonic Records nel 1978. Il disco (che nella maggior parte raccoglie brani del primo LP, riadattati in studio in versione dub) fu registrato, adattato e remixato all'Harry J's Sound Studio ed al Dynamic Recording Studios.

## Tracce
Testi e musiche di Bunny Wailer
Lato A
1. Roots Raddics (Dubd'sco) – 4:28 – Tratto dall'album Roots, Radicals, Rockers & Reggae, remixato in chiave dub
2. Battering Down (Dubd'sco) – 4:50 – Tratto dall'album Blackheart Man, remixato in chiave dub
3. Armagedon (Dubd'sco) – 6:27 – Tratto dall'album Blackheart Man, remixato in chiave dub

Lato B
1. Fig Tree (Dubd'sco) – 3:06 – Tratto dall'album Blackheart Man, remixato in chiave dub
2. Love Fire (Dubd'sco) – 4:56 – Tratto dall'album Love Fire, remixato in chiave dub
3. Rasta Man (Dubd'sco) – 3:42 – Tratto dall'album Blackheart Man, remixato in chiave dub
4. Dream Land (Dubd'sco) – 2:39 – Tratto dall'album Blackheart Man, remixato in chiave dub

## Musicisti
- Bunny Wailer - arrangiamenti, remix, ingegnere del suono
- Karl Pitterson - arrangiamenti, remix, ingegnere del suono
- Sylvan Morris - arrangiamenti, remix, ingegnere del suono